# Carex spinirostris
Carex spinirostris är en halvgräsart som beskrevs av John William Colenso. Carex spinirostris ingår i släktet starrar, och familjen halvgräs. Inga underarter finns listade i Catalogue of Life.